# Autostrada M5 (Wielka Brytania)
Autostrada M5 (ang. M5 motorway) – autostrada w Wielkiej Brytanii łącząca West Bromwich i Birmingham z Exeterem w hrabstwie Devon. Jest główną arterią łączącą południowo-zachodnią Anglię z resztą wyspy. Autostrada jest zatłoczona w miesiącach letnich oraz podczas weekendów.

## Przebieg
Długość autostrady wynosi 262 km; na drodze znajduje się 31 węzłów. Część autostrady jest oświetlona z uwagi na gęste mgły. Rozpoczyna się od połączenia z autostradą M6, w okolicach Bristolu następuje skrzyżowanie z autostradą M4 łączącą Londyn z Walią. Droga przecina rzekę Avon przez Avonmouth Bridge.
Od 1968 roku do połowy lat 80. arteria miała wspólny przebieg z trasą europejską E116.

## Miasta na trasie autostrady
- Birmingham
- Droitwich Spa
- Worcester
- Tewkesbury
- Cheltenham
- Gloucester
- Bristol
- Weston-super-Mare
- Highbridge
- Bridgwater
- Taunton
- Cullompton
- Exeter